# 1795
Cette page concerne l'année 1795  du calendrier grégorien. Pour l'année 1795 av. J.-C., voir 1795 av. J.-C.
L'année 1795 est une année commune qui commence un jeudi.

## Événements
- 7 février[1],[2] : Guillaume V d'Orange-Nassau, réfugié à Kew, près de Londres, invite les gouverneurs des territoires sous souveraineté hollandaise à accueillir les Britanniques comme des amis. Les administrateurs hollandais de l’Indonésie hésitent entre leur crainte du jacobinisme et leur haine de la Grande-Bretagne. Ils décident de reconnaître la République batave mais de gérer seul les affaires indonésiennes[3].
- Février : fin d'un soulèvement miao au Hunan et au Guizhou (1795-1797)[4].
- 27 mai : autorisation de produire du fer dans le Minas Gerais au Brésil[5].
- 11 juin : Youssef Karamanli devient pacha de Tripoli[6] (fin en 1835). Le commerce transsaharien au départ de Tripoli vers Tombouctou, Kano ou le lac Tchad connaît un essor continu jusqu’en 1910. L’activité des marchands de Ghadamès favorise cette prospérité.
- 12 juin - 17 septembre : les Britanniques prennent la province du Cap en Afrique du Sud après l’occupation des Provinces-Unies par la France (fin en 1802)[7].
- 21 juin : l'explorateur britannique Mungo Park atteint l'embouchure de la Gambie. Il remonte le fleuve puis atteint les rives du Niger. Il visite le royaume bambara du Kaarta (février 1796), sans pouvoir pénétrer à Ségou où le souverain refuse de le recevoir (21 juillet 1796). Il va à Koulikoro et à Bamako (20 et 23 août 1796) avant de revenir en Gambie à travers le pays mandingue et la vallée de la Falémé (fin en 1797)[8].
- 22 juillet : les Espagnols cèdent à la France la partie orientale de l'île d'Hispaniola (Haïti) dans les Caraïbes au traité de Bâle[9].
- 3 août : le traité de Greenville stipule qu’en lieu de certaines cessions de terres indiennes, les États-Unis abandonnent toute prétention sur les territoires au nord de l’Ohio, à l’ouest du Mississippi et au sud de la région des Grands Lacs[10]. En revanche, si les Indiens se décident à vendre ces terres, ils doivent les proposer en priorité aux États-Unis.
- 17 août : reddition de Malacca[11]. La conquête des Pays-Bas par la France révolutionnaire conduit les Britanniques à occuper Malacca et certains établissements hollandais (côte occidentale de Sumatra, Amboine (16 février 1796[12]), îles Banda (8 mars 1796[12]), Ternate). Les Hollandais tiennent Java, Makassar, Banjarmasin et Palembang, et parviennent à chasser les Britanniques de la forteresse de Kupang à Timor dont ils s’étaient emparés en juin 1797.
- 26 août : Trinquemale, comptoir hollandais à Ceylan passe sous contrôle britannique[13]. Colombo capitule le 15 février 1796[12].
- 5 septembre : traité de paix et d'amitié entre les États-Unis et la Régence d'Alger[14].
- 16 octobre : début du règne de Omdut-ul-Umara (en), nabab d’Arcot, au sud (fin en 1801)[15]. Il tente vainement de résister aux exactions des membres de la compagnie anglaise.
- 27 octobre : Les États-Unis et l'Espagne signent le traité de Madrid, qui établit la frontière nord de la Floride Occidentale sur le 31e parallèle[16].
- 27 novembre : le capitaine James Mortlock « découvre » sur le Young William les îles Mortlock (aujourd'hui Satowan), lors d'une traversée entre Port Jackson et Canton[17].
- Reconquête du Rif oriental et d'Oujda par le sultan alaouite du Maroc, Moulay Slimane, sur les Ottomans. La frontière entre l'Empire chérifien et la Régence d'Alger est fixée sur l'oued Kiss.
- Début du règne de Saleh Derret, roi du Ouadaï (Tchad) (fin en 1803)[18].

### Europe
- 3 janvier (23 décembre 1794 du calendrier julien) : traité austro-russe[19].
- 8 janvier : passage du Waal[20]. Aux Pays-Bas, les Français traversent les rivières gelées (la Meuse le 27 décembre 1795, le Waal et le Lek le 15 janvier)[21].
- 17 janvier : les troupes françaises prennent Utrecht et Arnhem[20].
- 18 janvier : exil du Stadhouder Guillaume V vers la Grande-Bretagne[22].
- 20 janvier : Pichegru entre à Amsterdam[20].

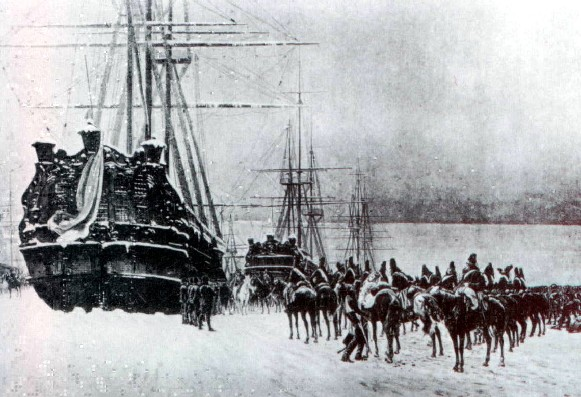
21 janvier : le 8e régiment de hussards capturant la flotte hollandaise

- 21 janvier : la cavalerie française s’empare de la flotte néerlandaise prise par les glaces du Helder[20].
- 9 février : traité de Paris entre la France et le grand-duc de Toscane, qui se retire de la Première Coalition[23].
- 14 mars : bataille de Gênes[24].
- 5 avril : premier traité de Bâle (la Prusse se retire de la guerre)[23]. La Prusse, représentée par Hardenberg reconnaît la République française et confirme l’annexion par la France de la rive gauche du Rhin. Elle se maintient sur la rive droite.
- 6 mai : institution du système de Speenhamland au Royaume-Uni, prévoyant de moduler le montant de l’aide accordée aux pauvres en fonction du prix des denrées de base et de la taille de la famille indigente[25].
- 16 mai : traité de la Haye[26]. Les Pays-Bas cèdent la Flandre zélandaise et deviennent la République batave. Paix de la république Batave avec la France.
- 20 mai (14 Prairial An III) : les insurrections populaires des sans-culottes sont écrasées à Paris.
- 20 mai et juin : exécution à la hache de sept jacobins hongrois à Buda : Martinovics (hu), Hajnoczy (hu), Szentmarjay, Szolártsik, Laczkovics, Sigray, Öz, accusés de complot. 18 des 49 accusés sont condamnés à mort pour haute trahison[27].

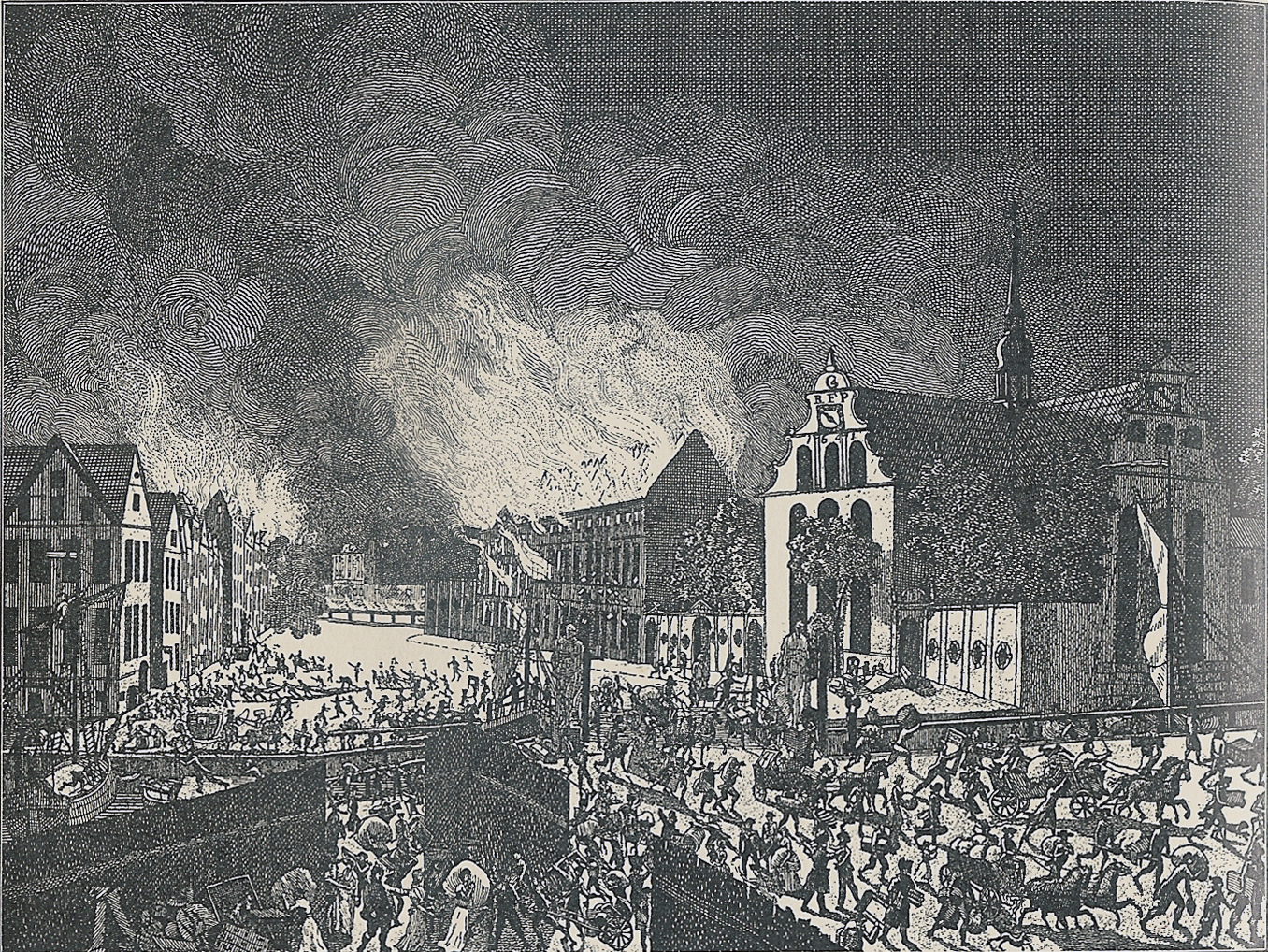
5-7 juin : incendie de Copenhague

- 5 - 7 juin : grand incendie de Copenhague[28].
- 23 juin : victoire navale britannique à la bataille de Groix[29].
- 22 juillet : deuxième traité de Bâle (l'Espagne cesse le combat)[30]. Les traités de Bâle marquent la fin de la Première Coalition contre la France. L'Espagne et la Prusse s’engagent à observer une stricte neutralité.
- 22 septembre : création de la London Missionary Society en Angleterre[31].
- 1er octobre : la France annexe les Pays-Bas autrichiens[32]. Les provinces belges sont divisées en 9 départements et deviennent françaises jusqu'en 1815). Elles seront ensuite dirigées pendant 15 ans par Guillaume d'Orange, du royaume uni des Pays-Bas.

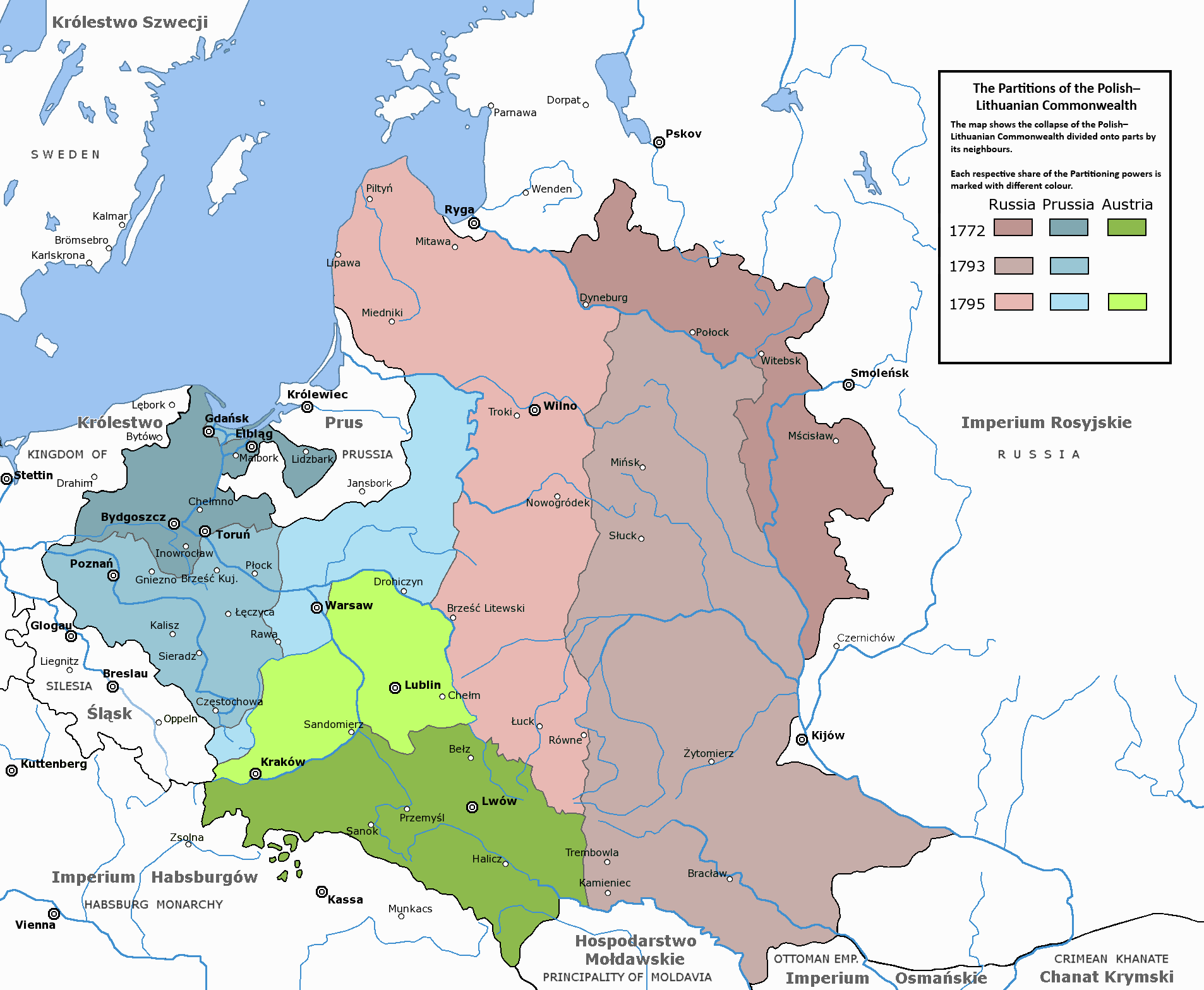
Le partage de la Pologne en 1795.
La Russie est la grande bénéficiaire des partages successifs de la Pologne puisqu’elle fait passer sous sa domination 45 % de la population polonaise, soit 5,4 millions d’habitants, dont 1,8 million de Polonais. Parmi ces derniers, 640000 nobles occupent une situation dominante sur les plans économique, social et culturels, au-dessus de paysanneries lituanienne, biélorusse et ukrainienne. L’administration leur est souvent confiée, et ils garderont cette position jusqu’à l’insurrection de 1831.

- 24 octobre : accord définitif pour le troisième partage de la Pologne entre la Prusse (Varsovie et la Mazovie) la Russie (reste de la Volhynie, de la Lituanie et la Courlande) et l’Autriche (Cracovie et Mazovie méridionale)[19]. La Pologne cesse d’exister en tant qu’état indépendant. Elle sera reconstituée en 1918.
  - Dans la partie russe de la Pologne, des confiscations de terres frappent les nobles qui se sont compromis avec Tadeusz Kosciuszko, et Catherine II de Russie les distribue à ses favoris : en août, 110 000 serfs sont répartis en Lituanie et en Russie blanche[33].
- 29 octobre :
  - blocus de Mayence[34].
  - Le roi George III est hué et insulté dans son carrosse à la sortie du palais Saint James[35]. Une balle traverse le carrosse.
- 18 novembre : Sedition Act, punissant sévèrement toute propagande « séditieuse » en faveur des révolutionnaires français au Royaume-Uni[36].
- 22 novembre : victoire française sur l'Autriche à la bataille de Loano[37].
- 25 novembre : abdication de Stanislas Poniatowski[38]. Il est mis en résidence surveillée à Grodno, puis est autorisé à se retirer à Saint-Pétersbourg où il meurt en février 1798.

#### France
- 17 février : accord de La Jaunaye suspendant la guerre de Vendée. Liberté religieuse[39].
- 1er avril : insurrection du 12 germinal an III[40].
- 20 mai : insurrection du 1er prairial an III[40].
- 31 mai : suppression du tribunal révolutionnaire[41].
- 23 - 27 juin : débarquement des émigrés à Quiberon[42].
- 14 juillet : la Marseillaise est déclarée chant national[43].
- 22 août : constitution de l'an III ; décret des deux tiers[42].
- 5 octobre : insurrection royaliste du 13 vendémiaire an IV[42].
- 26 octobre : la Convention est dissoute ; début du Directoire[42].

## Naissances
- 16 janvier : Carl Christian Rafn, archéologue danois († 20 octobre 1864).
- 18 janvier : Joseph Merk, compositeur et  violoncelliste autrichien († 16 juin 1852).
- 3 février : Antonio José de Sucre, général vénézuélien († 4 juin 1830).
- 9 février : Moritz Karl Ernst von Prittwitz militaire prussien († 21 octobre 1885).
- 10 février : Ary Scheffer, peintre français d'origine hollandaise († 15 juin 1858).
- 20 février : Philippe Tanneur, peintre français († 19 janvier 1878).
- 21 février : Francisco Manuel da Silva, compositeur, chef d'orchestre et professeur de musique brésilien († 18 décembre 1865).
- 1er mars : Félix-Émile Taunay, peintre français († 10 avril 1881).
- 7 mars : Ernst Ludwig von Gerlach, homme politique prussien († 18 février 1877).
- 14 mars : Robert Lucas de Pearsall, compositeur anglais († 5 août 1856).
- 23 mars : Leopold Jansa, violoniste, compositeur et professeur tchéco-autrichien 24 ou († 25 janvier 1875).
- 2 avril : Ignace Brice, peintre belge († 10 août 1866).
- 12 avril : Filippo Agricola, peintre italien († 2 décembre 1857).
- 14 avril : Pedro Albéniz, pianiste, organiste, pédagogue et compositeur espagnol († 12 avril 1855).
- 19 avril :
  - Christian Gottfried Ehrenberg naturaliste allemand, zoologiste, spécialiste en anatomie comparée et en microscopie († 27 juin 1876).
  - Jean-Charles-Joseph Rémond, peintre paysagiste français († 9 juillet 1875).
- 10 mai : Augustin Thierry, historien français († 22 mai 1856).
- 13 mai : Gérard Paul Deshayes, géologue et conchyliologue français († 9 juin 1875).
- 25 mai : Victor Orsel, peintre français († 1er novembre 1850).
- 30 mai : Jean-François Bellon, violoniste et compositeur français († 2 mars 1869).
- 23 juin : Ignác Török, général hongrois († 6 octobre 1849).
- 16 août : Heinrich Marschner, compositeur et chef d'orchestre allemand d'opéra († 16 décembre 1861).
- 18 août : Joaquín París Ricaurte, militaire et homme politique colombien († 2 octobre 1868).
- 28 août : Nicolas-Auguste Hesse, peintre et dessinateur français († 14 juin 1869).
- 29 août : François-Edmée Ricois, peintre paysagiste français († 21 janvier 1881).
- 21 septembre : Pietro Maroncelli, musicien et écrivain italien († 1er août 1846).
- 24 septembre : Antoine-Louis Barye, sculpteur et peintre français († 25 juin 1875).
- 25 septembre : Raffaele Carelli, peintre italien († 25 juin 1864).
- 27 septembre : Auguste Trognon, historien français († 27 décembre 1873).
- 6 octobre : György Lahner, général hongrois († 6 octobre 1849).
- 8 octobre : Raymond-Théodore Troplong, juriste et homme politique français, président du Sénat de 1852 à 1869 († 1er mars 1869).
- 15 octobre : Auguste de Tallenay, diplomate français († 3 janvier 1863).
- 31 octobre : John Keats,  poète romantique anglais († 24 février 1821).
- 2 novembre : James K. Polk, Président des États-Unis († 15 juin 1849).
- 16 novembre : Ferdinand-François-Auguste Donnet, cardinal français, archevêque de Bordeaux († 23 décembre 1882).
- 21 novembre : Gregorio Aráoz de Lamadrid, militaire et homme politique espagnol puis argentin († 5 janvier 1857).
- 6 décembre : Rosina Zornlin, autrice britannique d'ouvrages scientifiques († 22 mai 1859).
- 8 décembre : Jacques-François Gallay, corniste, professeur de musique et compositeur français († 10 octobre 1864).
- 28 décembre : François-Nicolas-Madeleine Morlot, cardinal français, archevêque de Paris († 29 décembre 1862).
- Date précise inconnue :
  - Clementina Gandolfi, peintre italienne († 6 août 1848).
  - Gennaro Maldarelli, peintre académique italien († 20 mai 1858).
  - Charles-Caïus Renoux, peintre  et dessinateur français († 15 mars 1846).
  - Clementina Robertson, miniaturiste irlandaise († 1853).
- Vers 1795 :
  - Giovanni Servi, peintre italien († 1885).
  - Matilda Newport, colonisatrice libérienne († 1837).

## Décès
- 3 janvier : Josiah Wedgwood, céramiste britannique (° 12 juillet 1730).
- 9 février : Antoine-Louis Polier, ingénieur et orientaliste suisse (° 28 février 1741).
- 11 février : Carl Michael Bellman, chansonnier suédois (° 4 février 1740).
- 26 février : Jean-Martial Frédou, peintre français (° 28 janvier 1710).
- 9 mars : John Walsh, scientifique britannique (° 1er juillet 1726).
- 30 avril : l’abbé Jean-Jacques Barthélemy, écrivain et orientaliste (° 20 janvier 1716).
- 3 mai : Purangir, agent du râja de Bénarès et émissaire le 6e panchen-lama, Palden Yeshe (° 1743).
- 7 mai :
  - Claude-Louis Châtelet, peintre français (° 1753).
  - Jean-Louis Prieur, peintre et dessinateur français (° 1759).
- 11 mai : Jean Florimond Gougelot, général de la Révolution française (° 20 juin 1743).
- 19 mai : James Boswell, mémorialiste britannique, biographe de l’écrivain Samuel Johnson (° 29 octobre 1740).
- 8 juin : Louis de France, fils de Louis XVI et Marie-Antoinette (° 27 mars 1785).
- 17 juin : Amateur-Jérôme Le Bras des Forges de Boishardy, militaire français et chef chouan (° 13 octobre 1762).
- 23 juin : Alexeï Antropov, peintre russe (° 25 mars 1716).
- 28 juillet : Pierre-Paul Botta, général de brigade français (° 3 mai 1741).
- 4 août : Francisco Bayeu, peintre espagnol (° 9 mars 1734).
- 18 août : Bénigne Gagneraux, peintre et dessinateur néo-classique français (° 24 septembre 1756).
- 26 août : Joseph Balsamo, aventurier italien (° 2 juin 1743).
  - Philidor (François-André Dunican), joueur d'échecs et compositeur (° 7 septembre 1726).
  - Maruyama Ôkyo, peintre japonais (° 12 juin 1733).
- 22 septembre, Sayat-Nova, troubadour de la Transcaucasie (° 14 juin 1712).
- 27 septembre :
  - Madeleine Eggendorffer, libraire suisse (° 30 juin 1744).
  - Carlo Giuseppe Ratti, historien de l'art, biographe et peintre du baroque tardif italien (° 27 novembre 1737).
- 10 octobre : Francesco Antonio Zaccaria, théologien et historien italien (° 27 mars 1714).
- 3 novembre : Antonio Ripa, maître de chapelle et compositeur aragonais  (° 27 décembre 1721).
- 15 novembre : Charles Amédée Philippe van Loo, peintre français (° 25 août 1719).
- 18 novembre : Antonio Cavallucci, peintre italien (° 21 août 1752).
- 26 décembre : Antonio Zucchi, peintre italien (° 1er mai 1726).
- Date inconnue :
  - Francesco Sozzi, peintre italien (° 26 mai 1732).
  - Nicolas Liebault, militaire français (vers 1723).
  - Mademoiselle Poulain de Nogent, autrice française (née vers 1720/30 et morte vers 1795)
- Après 1795 :
  - Giuseppe Antonio Fabbrini, peintre rococo italien (° 1748).